# 謝賢 (台灣)
謝賢 是中華民國政治人物，出生於臺灣台北市。曾任台灣最大BBS社群批踢踢實業坊新聞部長、公關部長，現任民進黨青年軍、立委潘孟安助理。
父親為民進黨前立法委員謝錦川，其姊為民進黨第六屆立法委員謝欣霓。

## 外部連結
謝賢的Facebook專頁